# Падіння Сайгона
Падіння Сайгону — окупація міста Сайгона, столиці Південного В'єтнаму, силами Народної армії В'єтнаму і В'єтконгу, яка сталася 30 квітня 1975 року. Ця битва ознаменувала кінець війни у В'єтнамі і початок перехідного періоду, що веде до так званого «об'єднання В'єтнаму» під керівництвом комуністичної партії.

## Опис
Війська Північного В'єтнаму під командуванням генерала Ван Тьєн Зунга почали останню атаку на Сайгон південнов'єтнамськими силами, в якої командував генерал Нгуєн Ван Тоан. 29 квітня розпочався обстріл міста важкою артилерією. До наступного дня війська Північного В'єтнаму захопили важливі об'єкти міста і підняли свій «прапор» над президентським палацом Південного В'єтнаму. Південнов'єтнамський уряд капітулював незабаром після цього. Місто було перейменовано у Хошимін на честь диктатора Хо Ши Міна.
Падіння міста передувало евакуації майже всього американського цивільного і військового персоналу в Сайгоні поряд із десятками тисяч південнов'єтнамських цивільних осіб, пов'язаних з південнов'єтнамським режимом. Евакуація завершилася операцією «Поривчастий вітер» — найбільшою евакуацією за допомогою вертольотів в історії. На додаток до втечі біженців, закінчення війни і встановлення нових порядків з боку комуністів сприяли зниженню чисельності населення міста.